# Oscar for bedste filmatisering
Oscaren for bedste filmatisering (på engelsk Academy Award for Writing Adapted Screenplay) gives hvert år ved Oscar-uddelingen til en manuskriptforfatter, der har skrevet det bedste filmmanuskript baseret på materiale fra en anden kilde (typisk en roman, et skuespil eller en novelle). 
Årstallene i nedenstående liste angiver derfor tidspunktet for filmens premiere (i Californien, USA) og dermed året før selve oscar-uddelingen.
Se også Oscar for bedste originale manuskript, en lignende pris, der tildeles manuskripter, der ikke er baseret på andre kilder.

## De ypperligste
Den første person, der nogensinde vandt to gange i denne kategori er Joseph Mankiewicz, som vandt prisen to år i træk, i 1950 og 1951. Andre, der har vundet to gange siden er George Seaton, Robert Bolt (som også vandt to år i træk), Francis Coppola, Mario Puzo, Alvin Sargent og Ruth Prawer Jhabvala. 
Michael Wilson vandt også to gange, men han blev blacklistet før modtagelsen af den anden award, anerkendte Akademiet ham først offentligt som vinder mange år senere.
Frances Marion var den første kvinde, der vandt i denne kategori, i 1930.
Pierre Collings og Sheridan Gibney var der første til at vinde for at have baseret deres filmmanuskript på eget tidligere arbejde for filmen The Life of Emile Zola.
Philip G. Epstein og Julius J. Epstein var de første søskende til at vinde sammen i denne kategori med filmen Casablanca. James Goldman og William Goldman var de første søskende til at vinde for forskellige film. Joel Coen og Ethan Coen var det tredje søskendepar til at vinde i denne kategori for filmen No Country for Old Men.
Mario Puzo er de ene af to forfattere, hvis materiale er blevet brugt til at vinde en pris for to forskellige film. Puzos roman The Godfather vandt i 1972 og 1974. Den anden forfatter er E.M. Forster, hvis roman Et værelse med udsigt og Howards End vandt to priser med Ruth Prawer Jhabvala.
Larry McMurtry er den eneste person, der indtil videre har vundet (for Brokeback Mountain) for at have brugt andres materiale og hvis arbejde er blevet brugt af andre, hvilket også har resulteret i en pris Terms of Endearment.
Emma Thompson er den eneste vinder, der også har vundet en pris for sit skuespil. Vinderne Billy Bob Thornton og John Huston har været nomineret (og altså ikke vundet) i skuespiller-kategorien.
Peter Jackson og Fran Walsh er den eneste gifte par, der har vundet i denne kategori med filmen Ringenes Herre - Kongen vender tilbage.
Geoffrey S. Fletcher er den eneste afrikansk-amerikanske til at vinde i denne kategori (med filmen Precious: Based on the Novel "Push" by Sapphire); og er samtidig også den eneste afrikansk-amerikanske person til vinde nogen former for forfatter-kategorier.

## 2010'erne
- 2018 BlacKkKlansman - Spike Lee (manuskript), Ron Stallworth (bog)
- 2016 Moonlight - Barry Jenkins (manuskript), Tarrell Alvin McCraney (skuespil)
- 2015 The Big Short - Adam McKay, Charles Randolph
- 2014 The Imitation Game - Graham Moore
- 2013 12 Years a Slave - John Ridley
- 2012 Argo - Chris Terrio
- 2011 The Descendants – Alexander Payne, Nat Faxon og Jim Rash
- 2010 The Social Network – Aaron Sorkin

## 2000'erne
- 2009 Precious: Based on the Novel "Push" by Sapphire – Geoffrey Fletcher
- 2008 Slumdog Millionaire – Simon Beaufoy
- 2007 No Country for Old Men – Joel og Ethan Coen
- 2006 The Departed – William Monahan
- 2005 Brokeback Mountain – Larry McMurtry, Diana Ossana
- 2004 Sideways – Alexander Payne, Jim Taylor
- 2003 Ringenes Herre: Kongen vender tilbage – Peter Jackson, Philippa Boyens, Fran Walsh
- 2002 Pianisten (The Pianist) – Ronald Harwood
- 2001 Et smukt sind (A Beautiful Mind) – Akiva Goldsman
- 2000 Traffic – Steohen Gaghan

## 1990'erne
- 1999 Æblemostreglementet ( The Cider House Rules) – John Irving
- 1998 Gods and Monsters – Bill Condon
- 1997 L.A. Confidential – Brian Helgeland, Curtis Hanson
- 1996 Sling Blade – Billy Bob Thornton
- 1995 Fornuft og følelse (Sense and Sensibility) – Emma Thompson
- 1994 Forrest Gump – Eric Roth
- 1993 Schindlers liste (Schindler's List) – Steven Zaillian
- 1992 Howards End – Ruth Prawer Jhabvala
- 1991 Ondskabens øjne (The Silence of the Lambs) – Ted Tally
- 1990 Danser med ulve (Dances with Wolves) – Michael Blake

## 1980'erne
- 1989 Chauffør for Miss Daisy (Driving Miss Daisy) – Alfred Uhry
- 1988 Farlige forbindelser (Dangerous Liasons) – Christpher Hampton
- 1987 Den sidste kejser (The Last Emperor) – Bernardo Bertolucci, Mark Peploe
- 1986 Værelse med udsigt (A Room with a View) – Ruth Prawer Jhabvala
- 1985 Mit Afrika (Out of Africa) – Kurt Luedtke
- 1984 Amadeus – Peter Shaffer
- 1983 Tid til kærtegn (Terms of Endearment) – James L. Brooks
- 1982 Savnet (Missing) – Costa-Gavras, Donald Stewart
- 1981 Deres Sensommer (On Golden Pond) – Ernest Thompson
- 1980 En ganske almindelig familie (Ordinary People) – Alvin Sargent

## 1970'erne
- 1979 Kramer mod Kramer (Kramer vs. Kramer) – Robert Benton
- 1978 Midnight Express – Oliver Stone
- 1977 Julia – Alvin Sargent
- 1976 Alle præsidentens mænd (All the President's Men)– William Goldman
- 1975 Gøgereden (One Flew over the Cuckoo's Nest) – Lawrence Hauben, Bo Goldman
- 1974 The Godfather: Part II – Francis Ford Coppola, Mario Puzo
- 1973 Eksorcisten (The Exorcist) – William Peter Blatty
- 1972 The Godfather – Francis Ford Coppola, Mario Puzo
- 1971 Den franske forbindelse (The French Connection) – Ernest Tidyman
- 1970 MASH – Ring Lardner

## 1960'erne
- 1969 Midnight Cowboy – Waldo Salt
- 1968 The Lion in Winter – James Goldman
- 1967 I nattens hede (In the Heat of the Night) – Stirling Silliphant
- 1966 Mand til alle tider (A Man for All Seasons) – Robert Bolt
- 1965 Doktor Zhivago (Doctor Zhivago) – Robert Bolt
- 1964 Becket – Edward Anhalt
- 1963 Tom Jones – John Osborn
- 1962 Dræb ikke en sangfugl (To Kill a Mockingbird) – Horton Foote
- 1961 Dommen i Nürnberg (Judgement at Nuremberg) – Abby Mann
- 1960 Elmer Gantry – Richard Brooks

## 1950'erne
- 1959 En plads på toppen (Room at the Top) – Neil Paterson
- 1958 Gigi – Alan Jay Lerner
- 1957 Broen over floden Kwai (The Bridge on the River Kwai)– Michael Wilson, Carl Foreman, Pierre Boulle
- 1956 Jorden rundt i 80 dage (Aroun the World in 80 Days) – James Poe, John Farrow, S.J. Perelman
- 1955 Marty – Paddy Chayefsky
- 1954 The Country Girl – George Seaton
- 1953 Herfra til evigheden (From Here to Eternity) – Daniel Taradash
- 1952 Illusionernes by (The Bad and the Beautiful) – Charles Schnee
- 1951 En plads i solen  (A Place in the Sun) – Michael Wilson, Harry Brown
- 1950 Alt om Eva (All About Eve) – Joseph L. Mankiewicz

## 1940'erne
- 1949 A Letter to Three Wives – Joseph L. Mankiewicz
- 1948 Tre mand søger guld (The Treasure of the Sierra Madre) – John Huston
- 1947 Miraklet på Manhattan (Miracle on 34th Street) – George Seaton
- 1946 De bedste år (The Best Years of Our Lives)– Robert E. Sherwood
- 1945 Forspildte dage (The Lost Weekend)– Charles Brackett, Billy Wilder
- 1944 Går du min vej? – Frank Butler, Frank Cavett
- 1943 Casablanca – Julius J. Epstein, Philip G. Epstein, Howard Koch
- 1942 Mrs. Miniver – Arthur Wimperis, George Froeschel, James Hilton, Claudine West
- 1941 Here Comes Mr. Jordan – Sidney Buchman, Seton I. Miller
- 1940 Natten før brylluppet (The Philadelphia Story) – Donald Ogden Stewart

## 1930'erne
- 1939 Borte med blæsten (Gone with the Wind) – Sidney Howard
- 1938 Pygmalion – George Bernard Shaw, W.P. Lipscomb, Cecil Lewis, Ian Dalrymple
- 1937 Emile's Zola liv – Norma Reilly Raine, Heinz Herald, Geza Herczeg
- 1936 The Story of Louis Pasteur – Pierre Collings, Sheridan Gibney
- 1935 The Informer – Dudley Nichols'
- 1934 Det hændte en nat (It Happened One Night) – Robert Riskin
- 1933 Pigebørn (Little Women) – Victor Heerman, Sarah Y. Mason
- 1932 Bad Girl – Edwin Burke
- 1931 Cimarron – Howard Estabrook
- 1930 The Big House – Frances Marion

## 1920'erne
- 1929 The Patriot – Hans Kraly
- 1928 Den store Time – Benjamin Glazer